# ちいさき群
小さき群（ちいさきむれ）はアメリカ合衆国サンフランシスコで起きたリバイバルに影響を受けた日本人による小規模の伝道団体。日本のきよめ運動（ホーリネス運動）の草分け。団体名はルカによる福音書12:32からとられた。
1894年に東京の本郷に一軒家を借りて共同生活を始めて東京一帯から伝道を開始した。午前中は、祈祷会と聖書講義を行い、夜は伝道した。7月には、河辺貞吉と御牧碩太郎が青森から縦断伝道を行い、1895年2月の京都の国内勧業博覧会の時に京都に移り伝道を行い。笹尾が講師になり嵐山聖会を行った。ウースターとスメルサーという宣教師も加わった。3月の広島アライアンス教会の集会では、三谷種吉らが救われた。この頃から伝道の意見の相違が起こり、宣教師たちの勧めで1896年にメンバーの笹尾鉄三郎、御牧碩太郎、土肥修平らは、秋山由五郎を加えて、バークレー・バックストンのもとで修養するようになった。この後、メンバーはそれぞれの団体で活躍した。

## メンバー
- 河辺貞吉
- 笹尾鉄三郎
- 松野菊太郎
- 御牧碩太郎
- 須永徳太郎
- 土肥修平
- 木田文治
- 秋山由五郎